# Фейт, Палома
Палома Фейт Бломфилд (англ. Paloma Faith Blomfield, род. 21 июля 1981 года) — британская автор-исполнительница и актриса.

## Биография
Палома Фейт Бломфилд родилась в районе Хакни в Лондоне 21 июля 1981 года в семье матери-англичанки и отца-испанца. «Палома» в переводе с испанского означает «голубка». В детстве она брала уроки балета в Далстоне.
Работала ассистентом фокусника, занималась танцами, окончила Центральный Колледж искусства и дизайна им. Святого Мартина с дипломом магистра по театральной режиссуре, выступала в бурлеск-шоу и танцевальных клубах.
Она любила подражать известным соул и джазовым певицам, включая Этту Джеймс и Билли Холидей, которыми она восхищается и цитирует как оказавших влияние на ее творчество. В 2007 году познакомилась со своими менеджерами Джейми Биннсом и Кристианом Уолбергом из Lateral Management. Она отказалась от сотрудничества с Эми Уайнхаус, чтобы писать и исполнять свои собственные песни. Ее первой признанной работой стала песня «It’s Christmas (and I Hate You)», которую она записала дуэтом с Джошем Уэллером в 2008 году.
В июне 2009 года Фейт выпустила свой дебютный сингл «Stone Cold Sober», который достиг 17-й строчки в UK Singles Chart. Ее второй сингл, «New York», был выпущен в сентябре 2009 года , заняв 15-е место в чартах Великобритании. В течение года она выступала на многочисленных фестивалях и телешоу. В том же году выпустила свой дебютный альбом Do You Want the Truth или Something Beautiful?. В мае 2012 года Фейт выпустила свой второй студийный альбом Fall to Grace. В марте 2014 года вышел третий альбом A Perfect Contradiction. Второй сингл с альбома «Only Love Can Hurt Like This», написанный Дайан Уоррен, стал ее самым успешным синглом на сегодняшний день, достигнув шестой строчки в Великобритании, первой строчки в Австралии и третьей строчки в Новой Зеландии.
В 2015 году получила награду Brit Awards как лучшая британская сольная исполнительница, что стало ее первой победой. В августе того же года было объявлено, что Фейт станет тренером The Voice UK. В августе 2017 года Фейт вернулась с синглом «Crybaby» со своего четвертого альбома под названием The Architect. В 2020 году Фейт снова выступила тренером в четвертом сезоне британского детского конкурса Voice Kids. В августе 2020 года было объявлено название ее пятого студийного альбома — Infinite Things.
Музыкальный стиль Паломы Фейт испытывает на себе влияние соула и джаза, а её вокальную манеру сравнивают с манерой Эми Уайнхаус, Даффи и Этты Джеймс. Палома приняла участие в записи нового альбома Scars британского коллектива Basement Jaxx, исполнив вокальную партию в песне What’s a Girl Got to Do?.
Как актриса, Палома появилась в роли Андреа в фильме «Одноклассницы» в 2007 году. Также, она сыграла одну из ролей в киноленте «Воображариум доктора Парнаса» Терри Гиллиама, который вышел на экраны Великобритании в октябре 2009 года.

## Личная жизнь
В 2005 году Фейт вышла замуж за новозеландского шеф-повара Райана Хейнса, хотя они расстались через восемь месяцев и развелись в 2009 году. Позже она сказала об этом браке: Это был просто легкомысленный поступок. Нам было чуть за двадцать, и мы быстро поняли, что это была ошибка. Но мы все еще близки. Я все еще дружу с ним.
В настоящее время Фейт состоит в отношениях с Лейманом Ласине. В декабре 2016 года у пары родилась дочь. 21 февраля 2021 года у пары родилась вторая дочь.

## Дискография
Студийные альбомы
- Do You Want the Truth or Something Beautiful (2009)
- Fall to Grace (2012)
- A Perfect Contradiction (2014)[23]
- The Architect (2017)
- Infinite Things (2020)

Синглы
- «Stone Cold Sober» (2009)
- «New York» (2009)
- «Do You Want the Truth or Something Beautiful» (2009)
- «Upside Down» (2010)[24]
- «New York» (feat. Ghostface Killah); 2010)
- «Smoke & Mirrors» (2010)
- «Picking Up the Pieces» (2012)
- «30 Minute Love Affair» (2012)
- «Never Tear Us Apart» (2012)
- «Just Be» (2012)
- «Can’t Rely on You» (2014)
- «Only Love Can Hurt Like This» (2014)

## Появления на телевидении
- Mayo (2006) — гость
- Holby Blue (2007) — Donna Reynolds
- T4 On The Beach (2009) — в роли себя
- Never Mind The Buzzcocks (2009) — гость
- Later... with Jools Holland (2009) — гость
- Friday Night With Jonathan Ross (2009) — гость
- This Week (2009) — гость
- The Voice UK (2016) — судья

## Фильмография

### Фильмы
| Год  | Название                     | Роль             |
| ---- | ---------------------------- | ---------------- |
| 2007 | Одноклассницы                | Андреа           |
| 2009 | Воображариум доктора Парнаса | Салли            |
| 2009 | Страх                        | Клара Торнхилл   |
| 2015 | Молодость                    | Играет саму себя |
| 2015 | Питер и Венди                | фея Динь-Динь    |
| 2019 | Пенниуорт                    | Бет Сайкс        |

### Видеоклипы
| Название                                      | Год  | Режиссёр       |
| Stone Cold Sober                              | 2009 | Софи Мюллер    |
| New York                                      | 2009 | Вон Арнелл     |
| Do You Want the Truth or Something Beautiful? | 2009 | Крис Суини     |
| Upside Down                                   | 2010 | Крис Суини     |
| Smoke and Mirrors                             | 2010 | Джеймс Коупмен |
| Picking Up The Pieces                         | 2012 | Эмиль Нава     |
| 30 Minute Love Affair                         | 2012 | Эмиль Нава     |
| Never Tear Us Apart                           | 2012 | Сол и Си Аллен |
| Just Be                                       | 2012 | Эмиль Нава     |
| Black & Blue                                  | 2013 | Си Аллен       |
| Can’t Rely On You                             | 2014 | Пол Гор        |
| Only Love Can Hurt Like This                  | 2014 | Пол Гор        |
| Trouble With My Baby                          | 2014 | Пол Гор        |
| Changing (Sigma при участии Паломы Фейт)      | 2014 | Крэйг Мур      |